# Power Jets W.1
Le Power Jets W.1 (parfois également appelé « Whittle W.1 ») était un turboréacteur britannique conçu par Franck Whittle et sa société Power Jets, produit sous contrat par British Thomson-Houston (en) (BTH) au début des années 1940. Son fait remarquable principal est d'avoir été le premier turboréacteur britannique à avoir volé, sous la désignation de « Whittle Supercharger Type W1 », propulsant le Gloster E.28/39 lors de son premier vol, depuis la base RAF Cranwell, le 15 mai 1941.

## Conception et développement
Après une période d'indifférence, en juin 1939 fut faite une démonstration des moteurs expérimentaux Power Jets WU à une délégation de l'Air Ministry, principalement le Dr Pye, directeur des recherches scientifiques. La présentation fut si réussie que le ministère s'arrangea vite pour acheter le moteur, afin que Power Jets puisse bénéficier d'un capital financier important pour commencer à travailler sur le projet plus en profondeur. En parallèle, ce moteur fut immédiatement re-prêté à Power Jets pour subir la suite des tests.

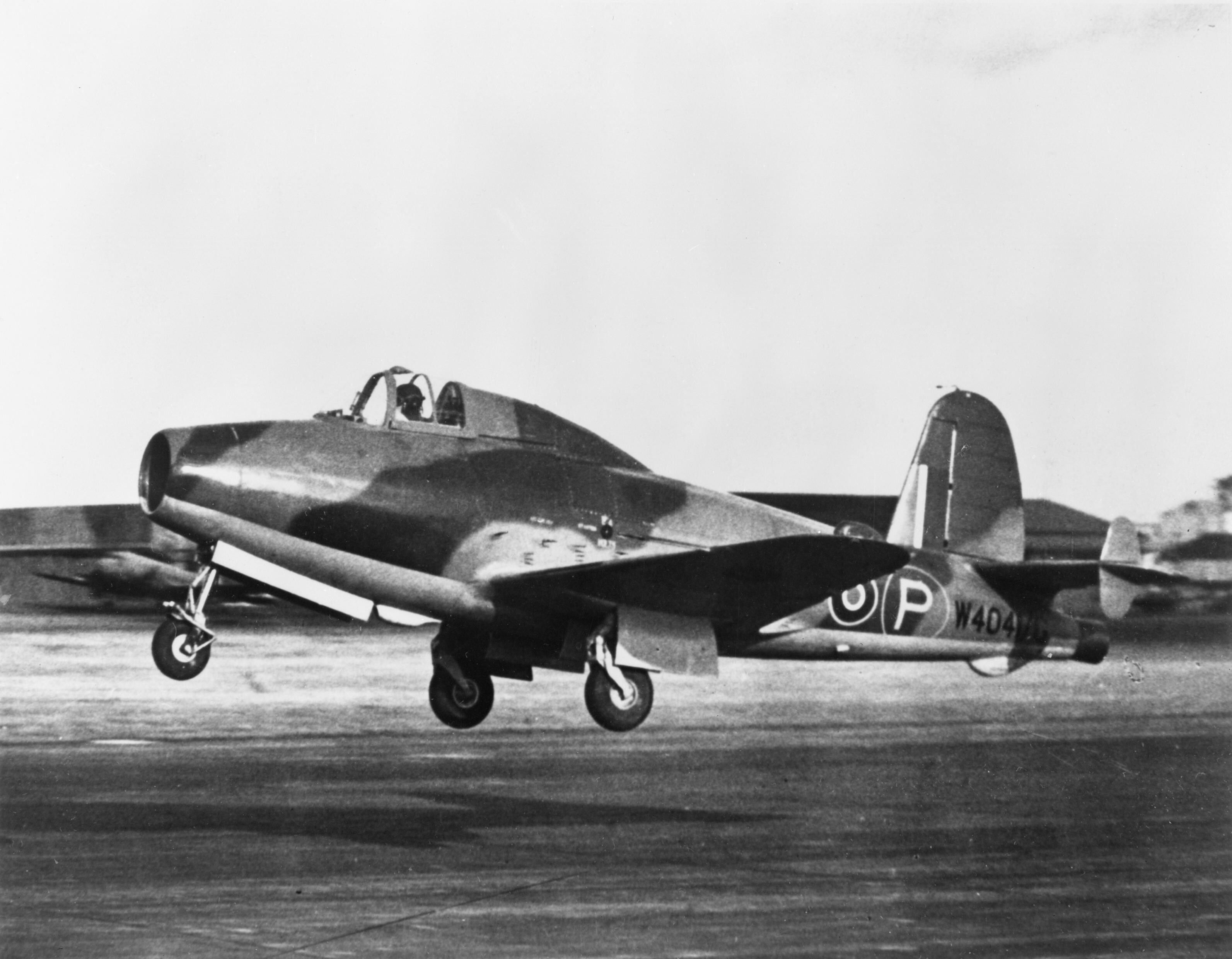
Le premier prototype E.28/39 (no de série W4041/G), propulsé par le W.1A.

Au même moment, un contrat fut émis pour la fabrication d'un moteur « avionnable » (qui peut être autorisé au vol) : Le W.1. Contrairement au Whittle WU, qui commença les tests sur banc en 1937, le W.1 était un moteur symétrique, destiné après développement à faciliter son incorporation à un avion. Le W.1 employait un compresseur centrifuge à double face en alliage Hiduminium RR.59 (en), des chambres de combustion de type reverse flow (à flux inversé) et une turbine axiale refroidie par eau (qui sera remplacée ensuite par un modèle refroidi par circulation d'air). Les aubes de turbine étaient en alliage Firth-Vickers (en) Rex 78, développé sous la direction de W. H. Hatfield (en).
Alors que le développement du nouveau concept était en marche, il fut décidé de fabriquer de manière anticipée un moteur uniquement voué aux tests, en utilisant toutes les pièces produites qui n'avaient pas été acceptées pour être utilisables sur le moteur définitif. Ces pièces allaient être employées sur ce cobaye, en même temps que d'autres spécialement prévues à cet effet. Ce moteur fut désigné le W.1X. Bien que ne devant officiellement jamais prendre l'air, cet exemplaire propulsa le Gloster E.28/39, qui parvint à effectuer un saut de puce lors d'essais de roulage, en avril 1941. Les vrais vols d'essais se déroulèrent eux un mois plus tard, avec le W.1 définitif.
À la suite d'une visite effectuée en Angleterre en 1941, le général Henry H. Arnold s'arrangea pour que le W.1X soit transporté jusqu'aux États-Unis, accompagné des plans du plus puissant W.2B. Le W.1X devint le prototype du General Electric I-16. En avril 1943, son développement était déjà bien avancé et il produisait une poussée de 750 kgp.

## Versions
- W.1(T) : Essais statiques au banc.
- W.1(3)
- W.1X : Exemplaire initialement prévu pour des essais dynamiques au sol (roulages).
- W.1A : Version définitive du W.1, d'une poussée de 6,45 kN, dotée d'une turbine refroidie par circulation d'air.
- General Electric I-16 : Version produite aux États-Unis du W.1X. Il s'agit de la seule version du W.1 à avoir été produite en série.

## Applications
- Gloster E.28/39

## Utilisateurs
- Royaume-Uni
- États-Unis : Version dérivée de l'un des prototypes d'essais au sol du W.1

## Exemplaires exposés
- Le Gloster E.28/39 et le Power Jets W.1 qui le propulsait sont tous les deux visibles au Science Museum de Londres.
- Le W.1A est conservé au Royal Air Force College Cranwell, et le W.1X est au Smithsonian Institution, Washington DC[9].